# Billy Gibbons
William Frederick "Billy" Gibbons (Houston, 1949. december 16. −) amerikai rockzenész, a ZZ Top gitárosa és énekese. Pályafutását a Moving Sidewalksban kezdte, akikkel egy lemezt rögzített Flash (1968) címmel. A zenekar négy alkalommal volt előzenekar a The Jimi Hendrix Experience koncertjein. Gibbons 1969 végén megalakította a ZZ Topot, és 1971 elején kiadta a ZZ Top első albumát.
Gibbons érdes basszus-bariton énekhanggal rendelkezik, és bluesos, groove-alapú gitárstílusáról ismert. A ZZ Top basszusgitárosával, Dusty Hill-lel együtt mellig érő szakálláról is ismert.
Gibbons más művészekkel is fellépett, és szerepelt televíziós műsorokban, leginkább a Bonesban mint Angela Montenegro édesapja. 2001-ben a Rolling Stone minden idők 32. legjobb gitárosának választotta.